# Lista de consortes reais da Noruega
Consorte real é o cônjuge do monarca reinante. Consortes dos monarcas da Noruega não tem nenhum status constitucional ou poder, porém muitas tiveram grande influência sobre seus parceiros.

## Casa de Gille
| Nome                                              | Nascimento                                        | Monarca                    | Morte              |
| ------------------------------------------------- | ------------------------------------------------- | -------------------------- | ------------------ |
| Ingrid da Suécia c. 1134 – 14 de dezembro de 1136 | c. 1100–1110 filha de Ragnvald Ingesson da Suécia | Haroldo IV c. 1134 1 filho | c. 1161 51–61 anos |
| Ragna Nikolasdatter c. 1142 – c. 1157             | Desconhecido filha de Nicolau Måse                | Eystein II sem filhos      | c. 1157            |

## Casa de Hardrada
| Nome                               | Nascimento                                                      | Monarca         | Morte   |
| ---------------------------------- | --------------------------------------------------------------- | --------------- | ------- |
| Estrid Bjørnsdotter 1161 – c. 1176 | Desconhecido filha de Björn Byrdasvend e Rangrid Guttormsdotter | Magno V 1 filho | c. 1176 |

## Casa de Sverre
| Nome                                                                | Nascimento                                                                              | Monarca                                | Morte                      |
| ------------------------------------------------------------------- | --------------------------------------------------------------------------------------- | -------------------------------------- | -------------------------- |
| Margarida da Suécia c. 1189 – 9 de março de 1202                    | c. 1155 filha de Érico IX da Suécia e Cristina da Dinamarca                             | Sverre c. 1189 1 filha                 | 1209 54 anos               |
| Margarida Skulesdatter 25 de março de 1225 – 15 de dezembro de 1263 | c. 1208 filha de Skule Bårdsson e Ragnhild Jonsdotter                                   | Haakon IV 25 de março de 1225 4 filhos | 1270 62 anos               |
| Ingeborg da Dinamarca 16 de dezembro de 1263 – 9 de maio 1280       | 1244 filha de Érico IV da Dinamarca e Judite da Saxônia                                 | Magno VI 11 de setembro de 1261        | 1287 43 anos               |
| Margarida da Escócia c. 1281 – 9 de abril de 1283                   | 28 de fevereiro de 1261 filha de Alexandre III da Escócia e Margarida de Inglaterra     | Érico II c. 1281 1 filha               | 9 de abril de 1283 22 anos |
| Isabel Bruce c. 1293 – 15 de julho de 1299                          | 1272 filha de Roberto de Bruce, 6.º Lorde de Annandale e Margarida, Condessa de Carrick | Érico II c. 1293 1 filha               | 1358 86 anos               |
| Eufêmia de Rügen 15 de julho de 1299 – 1312                         | c. 1280 filha de Vitslau II, Príncipe de Rügen                                          | Haakon V 1299 1 filha                  | 1312 32 anos               |

## Casa de Bjälbo
| Nome                                                               | Retrato | Nascimento                                                             | Monarca                                  | Morte                         |
| ------------------------------------------------------------------ | ------- | ---------------------------------------------------------------------- | ---------------------------------------- | ----------------------------- |
| Branca de Namur 5 de novembro de 1335 – 15 de agosto de 1343       |         | 1320 filha de João I, Marquês de Namur e Maria de Artois               | Magno VII 5 de novembro de 1335 2 filhos | 1363 43 anos                  |
| Margarida da Dinamarca 9 de abril de 1363 – 11 de setembro de 1360 |         | março de 1353 filha de Valdemar IV da Dinamarca e Edviges de Schleswig | Haakon VI 9 de abril de 1363 1 filho     | 28 de outubro de 1412 59 anos |

## Casa da Pomerânia
| Nome                                                              | Retrato | Nascimento                                                             | Monarca                                    | Morte                        |
| ----------------------------------------------------------------- | ------- | ---------------------------------------------------------------------- | ------------------------------------------ | ---------------------------- |
| Filipa da Inglaterra 26 de outubro de 1406 – 7 de janeiro de 1430 |         | 4 de junho de 1394 filha de Henrique IV de Inglaterra e Maria de Bohun | Érico III 26 de outubro de 1406 sem filhos | 7 de janeiro de 1430 35 anos |

## Casa de Palatinado-Neumarkt
| Nome                                                                   | Retrato | Nascimento                                                                                | Monarca                                     | Morte                          |
| ---------------------------------------------------------------------- | ------- | ----------------------------------------------------------------------------------------- | ------------------------------------------- | ------------------------------ |
| Doroteia de Brandemburgo 12 de setembro de 1445 – 6 de janeiro de 1448 |         | c. 1430/1431 filha de João, Marquês de Brandemburgo-Kulmbach e Bárbara de Saxe-Wittenberg | Cristóvão 12 de setembro de 1445 sem filhos | 10 de novembro de 1495 65 anos |

## Casa de Bonde
| Nome                                                      | Nascimento                           | Monarca                                | Morte                 |
| --------------------------------------------------------- | ------------------------------------ | -------------------------------------- | --------------------- |
| Catarina de Bjurum 20 de novembro de 1449 – junho de 1450 | Desconhecido filha de Carlos Ormsson | Carlos I 5 de outubro de 1538 4 filhas | 7 de setembro de 1450 |

## Casa de Oldemburgo
| Nome                                                                                  | Retrato | Nascimento | Monarca                                      | Morte                           |
| ------------------------------------------------------------------------------------- | ------- | --- | -------------------------------------------- | ------------------------------- |
| Doroteia de Brandemburgo 28 de outubro de 1449 – 21 de maio de 1481                   |         | c. 1430/1431 filha de João, Marquês de Brandemburgo-Kulmbach e Bárbara de Saxe-Wittenberg                                      | Cristiano I 28 de outubro de 1449 3 filhos   | 10 de novembro de 1495 65 anos  |
| Cristina da Saxônia 20 de julho de 1483 – 20 de fevereiro de 1513                     |         | 25 de dezembro de 1461 filha de Ernesto, Eleitor da Saxônia e Isabel da Baviera                                                | João 6 de setembro de 1478 4 filhos          | 8 de dezembro de 1521 59 anos   |
| Isabel da Áustria 12 de agosto de 1515 – 20 de janeiro de 1523                        |         | 18 de julho de 1501 filha de Filipe I de Castela e Joana de Castela                                                            | Cristiano II 12 de agosto de 1515 3 filhos   | 19 de janeiro de 1526 24 anos   |
| Sofia da Pomerânia 13 de abril de 1523 – 10 de abril de 1533                          |         | c. 1498 filha de Bogislau X, Duque da Pomerânia e Ana Jagelão                                                                  | Frederico I 9 de outubro de 1518 6 filhos    | 13 de maio de 1568 70 anos      |
| Doroteia de Saxe-Lauemburgo 4 de junho de 1534 – 1 de janeiro de 1559                 |         | 9 de julho de 1511 filha de Magno I, Duque de Saxe-Lauemburgo e Catarina de Brunsvique-Volfembutel                             | Cristiano III 29 de outubro de 1525 5 filhos | 7 de outubro de 1571 60 anos    |
| Sofia de Mecklemburgo-Güstrow 20 de julho de 1572 – 4 de abril de 1588                |         | 4 de setembro de 1557 filha de Ulrico, Duque de Mecklemburgo e Isabel da Dinamarca                                             | Frederico II 20 de julho de 1572 7 filhos    | 14 de outubro de 1631 74 anos   |
| Ana Catarina de Brandemburgo 27 de novembro de 1597 – 8 de abril de 1612              |         | 26 de junho de 1575 filha de Joaquim III Frederico, Eleitor de Brandemburgo e Catarina de Brandemburgo-Küstrin                 | Cristiano IV 27 de novembro de 1597 3 filhos | 8 de abril de 1612 36 anos      |
| Sofia Amália de Brunsvique-Luneburgo 28 de fevereiro de 1648 – 9 de fevereiro de 1670 |         | 24 de março de 1628 filha de Jorge, Duque de Brunsvique-Luneburgo e Ana Leonor de Hesse-Darmstadt                              | Frederico III 1 de outubro de 1643 6 filhos  | 10 de fevereiro de 1685 56 anos |
| Carlota Amália de Hesse-Cassel 9 de fevereiro de 1670 – 25 de agosto de 1699          |         | 27 de abril de 1650 filha de Guilherme VI, Conde de Hesse-Cassel e Edviges Sofia de Brandemburgo                               | Cristiano V 25 de junho de 1667 5 filhos     | 27 de março de 1714 63 anos     |
| Luísa de Mecklemburgo-Güstrow 25 de agosto de 1699 – 15 de março de 1721              |         | 28 de agosto de 1667 filha de Gustavo Adolfo, Duque de Mecklemburgo-Güstrow e Madalena Síbila de Holstein-Gottorp              | Frederico IV 5 de dezembro de 1695 2 filhos  | 15 de março de 1721 53 anos     |
| Ana Sofia Reventlow 4 de abril de 1721 – 12 de outubro de 1730                        |         | 16 de abril de 1693 filha de Conrado, Conde Reventlow e Ana Gabel                                                              | Frederico IV 4 de abril de 1721 sem filhos   | 7 de janeiro de 1743 49 anos    |
| Sofia Madalena de Brandemburgo-Kulmbach 12 de outubro de 1730 – 6 de agosto de 1746   |         | 28 de novembro de 1700 filha de Cristiano Henrique, Marquês de Brandemburgo-Bayreuth-Kulmbach e Sofia Cristiana de Wolfstein   | Cristiano VI 7 de agosto de 1721 2 filhos    | 27 de maio de 1770 69 anos      |
| Luísa da Grã-Bretanha 6 de agosto de 1746 – 19 de dezembro de 1751                    |         | 18 de dezembro de 1724 filha de Jorge II da Grã-Bretanha e Carolina de Ansbach                                                 | Frederico V 11 de dezembro de 1743 4 filhos  | 19 de dezembro de 1751 27 anos  |
| Juliana Maria de Brunsvique-Volfembutel 8 de julho de 1752 – 13 de janeiro de 1766    |         | 4 de setembro de 1729 filha de Fernando Alberto II, Duque de Brunsvique-Volfembutel e Antônia Amália de Brunsvique-Volfembutel | Frederico V 8 de julho de 1752 1 filho       | 10 de outubro de 1796 67 anos   |
| Carolina Matilde da Grã-Bretanha 8 de novembro de 1766 – 10 de maio de 1775           |         | 22 de julho de 1751 filha de Frederico, Príncipe de Gales e Augusta de Saxe-Gota                                               | Cristiano VII 8 de novembro de 1766 2 filhos | 10 de maio de 1775 23 anos      |
| Maria Sofia de Hesse-Cassel 13 de março de 1808 – 17 de maio de 1814                  |         | 28 de outubro de 1767 filha de Carlos de Hesse-Cassel e Luísa da Dinamarca                                                     | Frederico VI 31 de julho de 1790 2 filhas    | 22 de março de 1852 84 anos     |

## Casa de Holstein-Gottorp
| Nome                                                                                      | Retrato | Nascimento                                                                                               | Monarca                                 | Morte                       |
| ----------------------------------------------------------------------------------------- | ------- | --- | --------------------------------------- | --------------------------- |
| Edviges Isabel Carlota de Holsácia-Gottorp 4 de novembro de 1814 – 5 de fevereiro de 1818 |         | 22 de março de 1759 filha de Frederico Augusto I, Duque de Oldemburgo e Ulrica Frederica de Hesse-Cassel | Carlos II 7 de julho de 1774 sem filhos | 20 de junho de 1818 59 anos |

## Casa de Bernadotte
| Nome                                                             | Retrato | Nascimento                                                                                      | Monarca                                      | Morte                          |
| ---------------------------------------------------------------- | ------- | ----------------------------------------------------------------------------------------------- | -------------------------------------------- | ------------------------------ |
| Desidéria Clary 5 de fevereiro de 1818 – 8 de março de 1844      |         | 8 de novembro de 1777 filha de François Clary e Françoise Rose Somis                            | Carlos III João 17 de agosto de 1798 1 filho | 17 de dezembro de 1860 83 anos |
| Josefina de Leuchtenberg 8 de março de 1844 – 8 de julho de 1859 |         | 14 de março de 1807 filha de Eugênio de Beauharnais, Duque de Leuchtenberg e Augusta da Baviera | Óscar I 19 de junho de 1823 5 filhos         | 7 de junho de 1876 69 anos     |
| Luísa dos Países Baixos 8 de julho de 1859 – 30 de março de 1871 |         | 5 de agosto de 1828 filha de Frederico dos Países Baixos e Luísa da Prússia                     | Carlos IV 19 de junho de 1850 2 filhos       | 30 de março de 1871 42 anos    |
| Sofia de Nassau 18 de setembro de 1872 – 26 de outubro de 1905   |         | 9 de julho de 1836 filha de Guilherme, Duque de Nassau e Paulina de Württemberg                 | Óscar II 6 de junho de 1857 4 filhos         | 30 de dezembro de 1913 77 anos |

## Casa de Eslésvico-Holsácia-Sonderburgo-Glucksburgo
| Nome                                                          | Retrato | Nascimento                                                                          | Monarca                                 | Morte                          |
| ------------------------------------------------------------- | ------- | ----------------------------------------------------------------------------------- | --------------------------------------- | ------------------------------ |
| Maud de Gales 18 de novembro de 1905 – 20 de novembro de 1938 |         | 26 de novembro de 1869 filha de Eduardo VII do Reino Unido e Alexandra da Dinamarca | Haakon VII 22 de julho de 1896 1 filho  | 20 de novembro de 1938 68 anos |
| Sônia Haraldsen 17 de janeiro de 1991 – presente              |         | 4 de julho de 1937 filha de Karl August Haraldsen e Dagny Ulrichsen                 | Haroldo V 29 de agosto de 1968 2 filhos |                                |